# (6514) Torahiko
(6514) Torahiko est un astéroïde de la ceinture principale.

## Description
(6514) Torahiko est un astéroïde de la ceinture principale. Il fut découvert le 25 novembre 1987 à Geisei par Tsutomu Seki. Il présente une orbite caractérisée par un demi-grand axe de 2,61 UA, une excentricité de 0,24 et une inclinaison de 12,4° par rapport à l'écliptique.

## Compléments